# خاروغ
خاروغ (به تاجیکی: Хоруғ) شهری در کشور تاجیکستان و مرکز ولایت مختار کوهستان بدخشان است.
جمعیت این شهر بنابر سرشماری سال ۲۰۲۰ میلادی حدوداً ۳۰ هزار نفر بوده‌است. ارتفاع آن از سطح دریا ۲٬۱۱۸ متر است و در ریزشگاه دو رود غُند و آمودریا (رود پنج) واقع شده‌است. خاروغ همچنین در نزدیکی مرز افغانستان قرار دارد.
مردم این شهر به زبان فارسی تاجیکی و شُغنی از زبان‌های ایرانی پامیری سخن می‌گویند.
ولایت بدخشان از مناطق راهبردی تاجیکستان محسوب می‌شود که با چین، افغانستان و قرقیزستان هم‌مرز است و در مسیر قاچاق مواد مخدر از افغانستان قرار دارد. این ولایت در زمان جنگ داخلی طی سال‌های ۱۹۹۲–۱۹۹۷، از پایگاه‌های مخالفان دولت محسوب می‌شد.

## تاریخچه

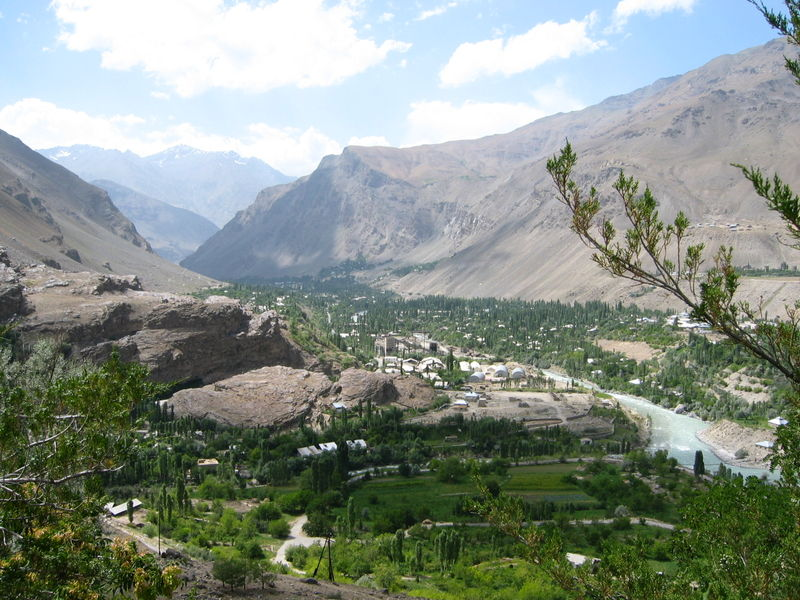
چشم‌اندازی از خاروغ.

در زمان سفر ناصرخسرو به منطقه، خاروغ تحت حاکمیت مستقلانه ابوالمعالی علی بن اسد، امیر بدخشان قرار داشته و یکی از مراکز مهم دعوت مذهب اسماعیلی بود.
تملک منطقه خاروغ تا اواخر سدهٔ نوزدهم میلادی از سوی امیر بخارا، شاه افغانستان و همچنین روسیه و بریتانیا مورد مناقشه بود. پس از دوره‌ای از سیاست و نزاع که به بازی بزرگ معروف است، روسیه در این مناقشه پیروز شد و منطقه را به‌دست‌آورد.
پیش از سال ۱۸۹۶، زمانی که روس‌ها وارد شدند و قلعه‌ای ساختند، شهر اصلی این منطقه، قلعه برپنج (یا بَرپنجه‌قلعه) بود که در پایین‌دست رودخانه در سمت افغانستان قرار دارد. پس از سقوط روسیه تزاری و ظهور اتحاد جماهیر شوروی، خاروغ در سال ۱۹۲۵ به عنوان شهر مرکزی بدخشان کوهستانی تبدیل شد. رهبران شوروی با وعده پرداخت دستمزد، اعطای مدال و خودرو، مهاجرت به این منطقه را تشویق کردند، اما به دلیل نبود صنایع و زمین‌های قابل کشت این تلاش موفقیت‌آمیز نبود.

## امکانات و آموزش
جاده‌ای اتوموبیل‌رو به نام جاده قُلمه-قراقروم در سال ۲۰۰۴ احداث شده که از خاروغ به کاشغر در سین‌کیانگ چین می‌رود.
خاروغ امروزی یکی از فقیرترین مناطق تاجیکستان است و بنیاد آقاخان تقریباً تنها منبع درآمد نقدی آن را تأمین می‌کند. با این حال، این شهر دارای دانشگاه خود به نام دانشگاه دولتی خاروغ است که در سال ۱۹۹۲ تأسیس شد.
شهر خاروغ همچنین میزبان لیسه آقاخان و یکی از سه پردیس دانشگاه آسیای مرکزی (UCA) است. این دانشگاه در محلی به نام دَشت، در ۵ کیلومتری خاروغ ساخته شده‌است. این دانشگاه در سال ۲۰۰۰ توسط دولت‌های قزاقستان، جمهوری قرقیزستان و تاجیکستان و آقاخان تأسیس شد. این اولین مؤسسه آموزش عالی بین‌المللی است. دانشگاه آسیای مرکزی دارای سه مدرسه است - دانشکده هنر و علوم، دانشکده تحصیلات تکمیلی توسعه و مدرسه آموزش حرفه‌ای و پیوسته. پردیس خاروغ مدرک کارشناسی ارشد هنر و کارشناسی ارشد علوم را در اقتصاد جهانی و علوم زمین و محیط زیست ارائه می‌دهد.
امکانات دیگر شهر عبارتند از دوازده مدرسه و چندین بیمارستان. یک موزه، موزه منطقه‌ای خاروغ، یک مرکز اسماعیلیان و باغ گیاه‌شناسی پامیر، دومین باغ گیاه‌شناسی مرتفع در جهان.
باغ گیاه‌شناسی پامیر محبوب‌ترین منظره خاروغ است. این باغ در سال ۱۹۴۰ برای آزمایش میزان بقای گیاهان مختلف در شرایط آب و هوایی کوهستانی تأسیس شد. بر اساس آمار رسمی، بیش از ۳۰۰۰۰ نوع گیاه بررسی شده‌است که در حال حاضر حدود ۴۰۰۰ نوع مجموعه باغ را پوشش می‌دهد. باغ گیاه‌شناسی پامیر که در نزدیکی خاروغ قرار دارد، منظره‌ای سراسری از کل شهر را به نمایش می‌گذارد.
خاروغ مرتفع‌ترین مکان در جهان است که در آن ورزش گروهی باندی انجام می‌شود.

## ناآرامی‌ها
ولایت بدخشان، یکی از فقیرترین مناطق تاجیکستان است و خاروغ در سال‌های ۲۰۰۸، ۲۰۱۱، ۲۰۱۴، ۲۰۱۸، ۲۰۲۱ و در ماه مه ۲۰۲۲، شاهد اعتراض‌های مردم و برخورد نیروهای امنیتی با آنان بوده‌است. در سال ۲۰۰۸، برخی از ساکنان بدخشان تجمعی در شهر خاروغ، مرکز این ولایت، در رابطه با فعالیت به باور آن‌ها «ناسازگار» کارمندان بخش دادستانی این منطقه برگزار کرده بودند.
در سال ۲۰۱۱، عده‌ای از جوانان بدخشانی به دفاع از یک فرد محکوم‌شده اعتراضی در نزد دادگاه ولایت دایر کردند. کارشناسان سیاسی آن زمان سبب اصلی ناآرامی‌ها در ولایت بدخشان را به فقر و بیکاری ارتباط داده بودند.
در تاریخ ۲۱ ژوئیه ۲۰۲۲ ژنرال عبدالله نظرف، یکی از مقامات سرویس‌های امنیتی تاجیکستان، در روستای نوادک در حومه خاروغ هنگامی که در خودروی رسمی خود از یک مرکز اداری در منطقه اشکاشم بازمی‌گشت، توسط شبه‌نظامیان متعلق به گروه‌های مسلح غیرقانونی کشته شد. ژنرال عبدالله نظروف رئیس واحد کمیته امنیت ملی دولت تاجیکستان در ولایت بدخشان کوهستانی بود؛ گفته می‌شود مافیای تنباکوی محلی عامل ترور ژنرال نظرف است. دولت گروه مسلحی که رهبری آن را طالب ایام‌بیک‌اف، یکی از فرماندهان سابق مخالفان برعهده دارد، متهم به ترور ژنرال عبدالله نظرف کرده‌است. این شبه‌نظامیان از واگذاری افراد متهم به انجام این کار خودداری کردند و به این دلیل، نیروهای دولتی تاجیکستان در تاریخ ۲۴ ژوئیه یک عملیات گسترده را در منطقه پامیر اجرا کردند. در ژوئیه ۲۰۱۲ به دلیل درگیری نیروهای دولتی با افراد مسلح منطقه بیش از ۴۰ نفر از جمله ۱۲ سرباز کشته شدند.
سرهنگ دوم طالب ایام‌بیک‌اف، معاون فرمانده پاسگاه مرزی «اشکاشم» که هنگام جنگ داخلی ۱۹۹۲–۱۹۹۷ از فرماندهان مخالفان بود. او می‌گوید که امامعلی رحمان، رئیس‌جمهور تاجیکستان، پیشتر به فرماندهان مخالفان پیشین در بدخشان قول عدم اقدام نظامی علیه آنان را داده بود و سپس نیروهای دولتی قصد آن کردند تا با بهانه عملیات بازداشت افراد مظنون در قتل عبدالله نظراف، فرماندهان سابق را سرکوب کنند.
ناآرامی‌های بعدی در ولایت خودمختار کوهستان بدخشان در ماه مه ۲۰۲۲ پس از آن آغاز شد که مقامات تقاضای ساکنان این منطقه را در مورد استعفای استاندار بدخشان و شهردار خاروغ، همین‌طور آزادی ساکنانی که در پی اعتراضات اواخر ماه نوامبر سال ۲۰۲۱ بازداشت و زندانی شده‌اند، اجرا نکردند. گروهی از جوانان معترض بعد از پایان مهلتی که به مقامات داده بودند، تلاش کردند در مرکز شهر خاروغ گردهم آیند، اما با برخورد نیروهای دولتی روبرو شدند. در نتیجه رویارویی یک جوان ۳۰ ساله کشته و سه افسر بلندپایه پلیس زخمی شدند. یک روز بعد، ناآرامی‌ها به مرکز ناحیه روشان کشیده شد. از مرکز این ناحیه تا شهر خاروغ بیش از ۷۰ کیلومتر فاصله است. در عملیات دولتی علیه معترضان در ناحیه روشان ۸ معترض و یک افسر امنیتی کشته و ۱۳ سرباز و ۱۱ معترض زخمی شدند.
مردم محلی می‌گویند عملیات دولت برای سرکوب تظاهرات مردم غیرنظامی و غیرمسلح بوده که در اعتراض به رفتار مقام‌ها و قطعی اینترنت و برای جلوگیری از سرکوب معترضان در مرکز استان جادهٔ دوشنبه - قُلمه را بستند. ‏ در جریان عملیات دولتی در روشان بدخشان ۱۱۴ تن نیز بازداشت شدند که الفت‌خانم محمدشاه‌اوا، روزنامه‌نگار و کنشگر مدنی، در میان آن‌ها بود.

## آب و هوا
خاروغ آب و هوای نیمه‌خشک با زمستان‌های سرد و برفی و تابستان‌های گرم و خشک دارد.
| داده‌های اقلیم خاروغ (۱۹۶۱–۱۹۹۰) | داده‌های اقلیم خاروغ (۱۹۶۱–۱۹۹۰) | داده‌های اقلیم خاروغ (۱۹۶۱–۱۹۹۰) | داده‌های اقلیم خاروغ (۱۹۶۱–۱۹۹۰) | داده‌های اقلیم خاروغ (۱۹۶۱–۱۹۹۰) | داده‌های اقلیم خاروغ (۱۹۶۱–۱۹۹۰) | داده‌های اقلیم خاروغ (۱۹۶۱–۱۹۹۰) | داده‌های اقلیم خاروغ (۱۹۶۱–۱۹۹۰) | داده‌های اقلیم خاروغ (۱۹۶۱–۱۹۹۰) | داده‌های اقلیم خاروغ (۱۹۶۱–۱۹۹۰) | داده‌های اقلیم خاروغ (۱۹۶۱–۱۹۹۰) | داده‌های اقلیم خاروغ (۱۹۶۱–۱۹۹۰) | داده‌های اقلیم خاروغ (۱۹۶۱–۱۹۹۰) | داده‌های اقلیم خاروغ (۱۹۶۱–۱۹۹۰) |
| ماه | ژانویه                          | فوریه                           | مارس                            | آوریل                           | مه                              | ژوئن                            | ژوئیه                           | اوت                             | سپتامبر                         | اکتبر                           | نوامبر                          | دسامبر                          | سال                             |
| --- | ------------------------------- | ------------------------------- | ------------------------------- | ------------------------------- | ------------------------------- | ------------------------------- | ------------------------------- | ------------------------------- | ------------------------------- | ------------------------------- | ------------------------------- | ------------------------------- | ------------------------------- |
| سابقهٔ بیش‌ترین °C (°F) | ۱۱٫۸ (۵۳)                       | ۱۲٫۶ (۵۵)                       | ۲۱٫۶ (۷۱)                       | ۳۰٫۰ (۸۶)                       | ۳۶٫۲ (۹۷)                       | ۳۸٫۲ (۱۰۱)                      | ۳۷٫۹ (۱۰۰)                      | ۳۸٫۲ (۱۰۱)                      | ۳۹٫۷ (۱۰۳)                      | ۲۹٫۵ (۸۵)                       | ۲۰٫۵ (۶۹)                       | ۱۴٫۰ (۵۷)                       | ۳۹٫۷ (۱۰۳)                      |
| میانگین بیش‌ترین °C (°F) | −۱٫۲ (۳۰)                       | ۰٫۶ (۳۳)                        | ۶٫۸ (۴۴)                        | ۱۵٫۷ (۶۰)                       | ۲۱٫۴ (۷۱)                       | ۲۶٫۶ (۸۰)                       | ۳۰٫۱ (۸۶)                       | ۳۰٫۴ (۸۷)                       | ۲۶٫۱ (۷۹)                       | ۱۸٫۲ (۶۵)                       | ۹٫۵ (۴۹)                        | ۲٫۳ (۳۶)                        | ۱۵٫۵ (۶۰)                       |
| میانگین کم‌ترین °C (°F) | −۱۱٫۲ (۱۲)                      | −۸٫۹ (۱۶)                       | −۱٫۷ (۲۹)                       | ۵٫۲ (۴۱)                        | ۸٫۶ (۴۷)                        | ۱۲٫۱ (۵۴)                       | ۱۵٫۲ (۵۹)                       | ۱۵٫۱ (۵۹)                       | ۹٫۹ (۵۰)                        | ۴٫۱ (۳۹)                        | −۱٫۱ (۳۰)                       | −۶٫۵ (۲۰)                       | ۳٫۴ (۳۸)                        |
| سابقهٔ کم‌ترین °C (°F) | −۲۷٫۱ (−۱۷)                     | −۲۶٫۶ (−۱۶)                     | −۱۹٫۸ (−۴)                      | −۷٫۶ (۱۸)                       | −۱٫۳ (۳۰)                       | ۱٫۹ (۳۵)                        | ۷٫۴ (۴۵)                        | ۵٫۴ (۴۲)                        | ۱٫۵ (۳۵)                        | −۱۴٫۰ (۷)                       | −۱۳٫۲ (۸)                       | −۲۴٫۷ (−۱۲)                     | −۲۷٫۱ (−۱۷)                     |
| بارندگی میلی‌متر (اینچ) | ۳۳٫۸ (۱٫۳۳)                     | ۳۵٫۵ (۱٫۴)                      | ۴۵٫۶ (۱٫۸)                      | ۴۲٫۲ (۱٫۶۶)                     | ۲۹٫۹ (۱٫۱۸)                     | ۸٫۴ (۰٫۳۳)                      | ۳٫۴ (۰٫۱۳)                      | ۱٫۴ (۰٫۰۶)                      | ۱٫۰ (۰٫۰۴)                      | ۵٫۶ (۰٫۲۲)                      | ۷٫۵ (۰٫۳)                       | ۱۱٫۵ (۰٫۴۵)                     | ۲۲۵٫۸ (۸٫۸۹)                    |
| میانگین روزهای بارندگی | ۱۱٫۵                            | ۱۳٫۲                            | ۱۶٫۴                            | ۱۳٫۵                            | ۱۲٫۲                            | ۵٫۷                             | ۳٫۷                             | ۱٫۴                             | ۱٫۰                             | ۵٫۶                             | ۷٫۵                             | ۱۱٫۵                            | ۱۰۳٫۲                           |
| درصد رطوبت | ۷۲٫۲                            | ۷۰٫۷                            | ۶۱٫۸                            | ۵۱٫۶                            | ۵۲٫۸                            | ۴۸٫۰                            | ۴۳٫۹                            | ۴۰٫۷                            | ۴۳٫۸                            | ۵۴٫۳                            | ۶۰٫۱                            | ۶۴٫۹                            | ۵۵٫۴                            |
| میانگین روزانه ساعت‌های تابش آفتاب | ۱۰۸                             | ۱۰۳                             | ۱۳۹                             | ۱۷۸                             | ۲۲۳                             | ۲۶۲                             | ۲۶۹                             | ۲۷۵                             | ۲۴۵                             | ۱۸۱                             | ۱۴۴                             | ۱۰۵                             | ۲٬۲۳۲                           |
| منبع شماره ۱: World Meteorological Organisation (average high and low/precipitation/precipitation days 1961–1990), NOAA (sun 1961–1990) |                                 |                                 |                                 |                                 |                                 |                                 |                                 |                                 |                                 |                                 |                                 |                                 |                                 |
| منبع شماره ۲: climatebase.ru (humidity), Meteo Climat (record highs and lows)                                                           |                                 |                                 |                                 |                                 |                                 |                                 |                                 |                                 |                                 |                                 |                                 |                                 |                                 |

## نگاره‌ها

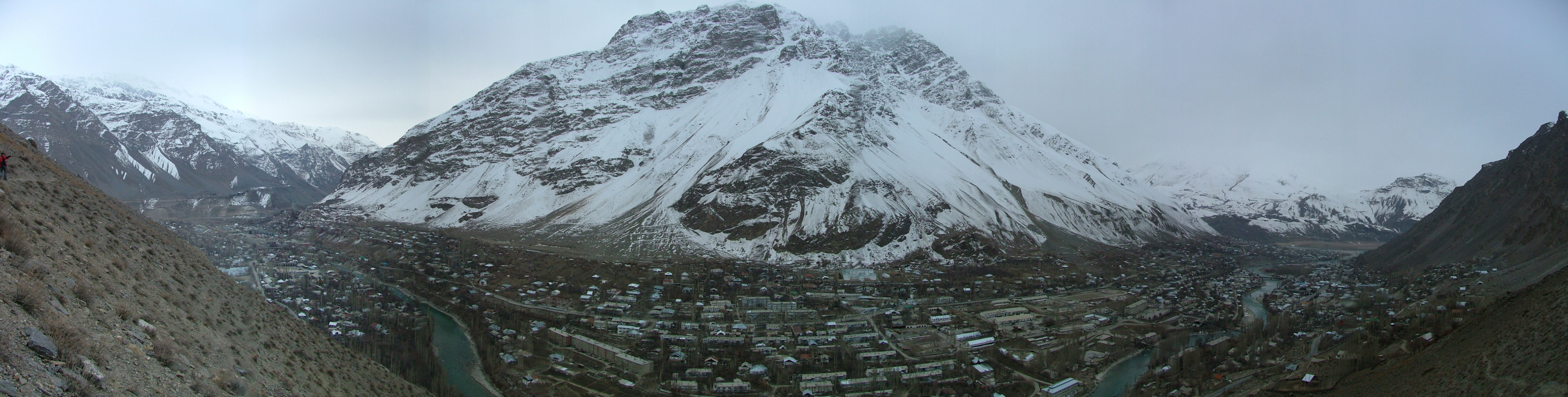
سراسر نمای خاروغ از سمت شمال

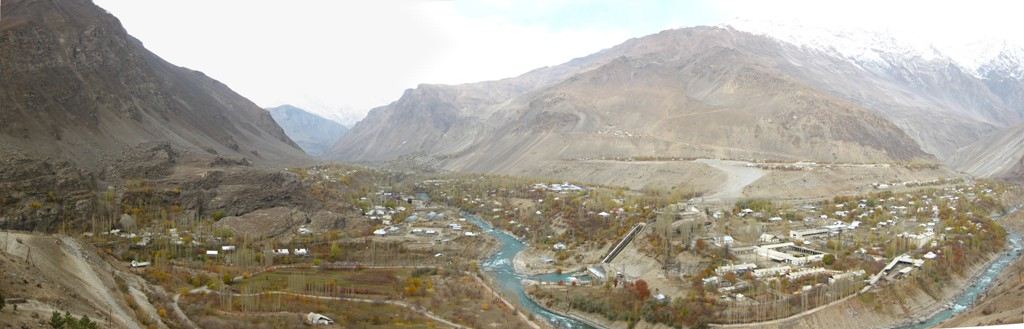
سراسر نمای خاروغ از سمت شرق